# Пигмалион
Пигмалион е персонаж в античната древногръцка митология, и същевременно образ, чийто прототип се свързва с царя на финикийски Тир. Според Менандер Ефески е брат на Дидона, легендарната основателка на Картаген, който живял 47 години, и по-точно от 820 до 773 г. пр.н.е.
Син е на Муто и брат на Елиса-Дидона. Според Вергилий, като цар на Тир убива Сихей.